# مونيكا أوير
مونيكا أوير (بالإيطالية: Monika Auer)‏ هي متسابقة على الجليد بمزلاجة إيطالية، ولدت في 21 أبريل 1957 في Welschnofen ‏ في إيطاليا.

## وصلات خارجية
- مونيكا أوير على موقع أوليمبيديا (الإنجليزية)